# Andreas Storr

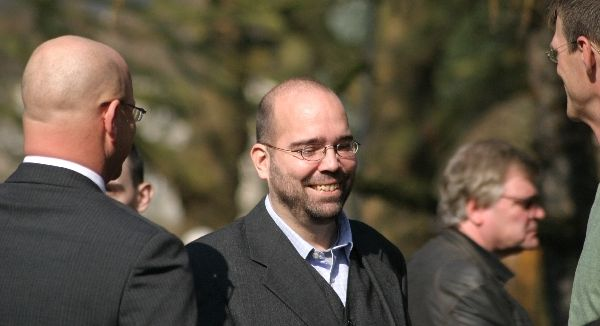
Andreas Storr beim NPD - Bundesparteitag 2009 in Berlin.

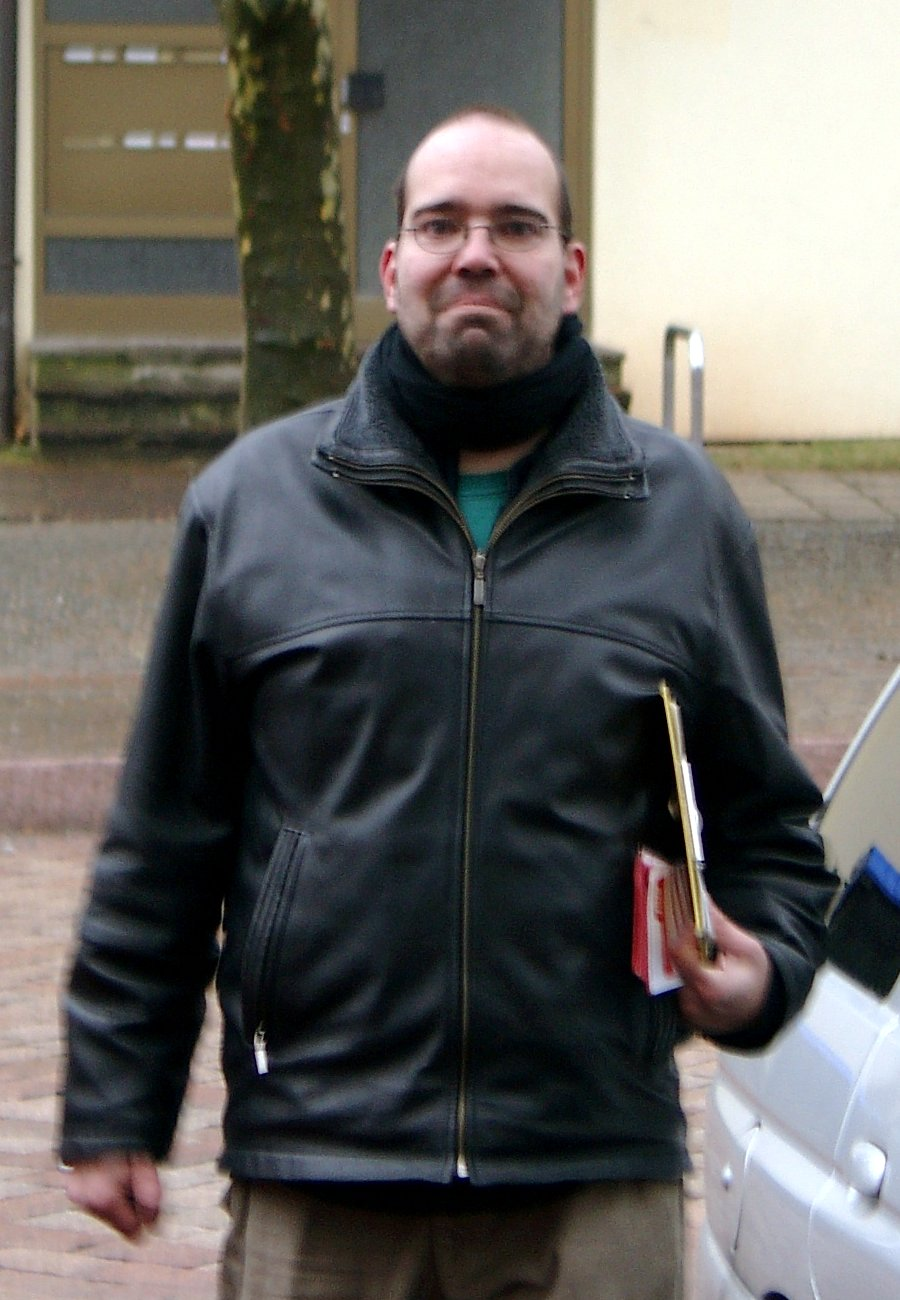
Andreas Storr bei einem Infostand der NPD am 17. Januar 2006 in Freiburg im Breisgau

Andreas Frank Storr (* 13. April 1968 in Berlin) ist ein deutscher rechtsextremer Politiker (NPD). Von 2009 bis 2014 war er Mitglied des Sächsischen Landtags. Vor seiner Tätigkeit in Sachsen war Storr Bundesvorsitzender der Jungen Nationaldemokraten und Landesvorsitzender der NPD in Berlin. Er war von 2011 bis 2017 Bundesschatzmeister der NPD.

## Leben
Der gelernte Bankkaufmann Andreas Storr wurde Anfang der 1990er-Jahre zunächst bei der rechtsextremen Partei Die Nationalen aktiv. Er gab die Nationalen Nachrichten, eine Wahlkampfzeitung der Nationalen zu den Berliner Abgeordnetenhauswahlen von 1992, heraus, aus der sich 1993 die rechtsextreme Zeitung Berlin-Brandenburger Zeitung entwickelte.
Zur selben Zeit engagierte er sich auch bei der NPD, ihrer Jugendorganisation JN und dem Nationaldemokratischen Hochschulbund. Er fungierte von 1992 bis 1994 als Bundesvorsitzender der JN und später als Vorsitzender des NPD-Bezirksverbandes Berlin und Listenführer der NPD bei den Berliner Abgeordnetenhaus-Wahlen. In diesen Funktionen meldete er mehrere Neonazi-Aufmärsche an, so z. B. am 1. Mai 1996 mit rund 300 Rechtsextremisten aus dem gesamten Bundesgebiet in Berlin-Marzahn, am 15. Februar und am 26. Juli 1997 in Berlin-Hellersdorf, und trat auch als Redner auf wie am 29. Januar 2000 bei dem NPD-Aufmarsch gegen das Holocaust-Mahnmal durch das Brandenburger Tor, am 12. Februar 2000 in Gera oder am 15. Juli 2000 in Dresden. Des Weiteren war er presserechtlich Verantwortlicher der NPD-nahen Zeitung Denkzettel. 2001 trat er bei den Landratswahlen in Sachsen als Kandidat der NPD im Landkreis Sächsische Schweiz, in dem die NPD vergleichsweise stark vertreten ist, an und erlangte einen Stimmenanteil von 4,1 Prozent. Zur Bundestagswahl 2005 trat Storr für die NPD auf Platz vier der Landesliste und als Direktkandidat im Wahlkreis Berlin-Charlottenburg - Wilmersdorf an.
Er ist bei den Freien Kameradschaften aktiv und war Führungskader der Kameradschaft Marzahn. Er betrieb mutmaßlich das Nationale Infotelefon Berlin (NIT Berlin).
Bei der Landtagswahl in Sachsen 2009 zog er über die Landesliste seiner Partei in den Landtag ein. Im August 2011 wurde seine Immunität vom Sächsischen Landtag aufgehoben. Er soll im Juli 2010 während einer Bahnfahrt eine polnische Frau vom Sitz gestoßen haben. Die Frau hatte Strafanzeige gegen Storr gestellt. Der Prozess wegen vorsätzlicher Körperverletzung fand im November 2012 statt und endete mit einem Freispruch.